# 皇家兵械庫
皇家兵械庫（英語：Royal Armouries）是英國的國家博物館之一，專門展示武器和鎧甲。該博物館是英國歷史最古老的博物館之一，也是世界規模最大的兵器及盔甲博物館。皇家兵械庫包括了三個展館，分別位於倫敦塔、利茲、朴茨茅斯。

## 外部連結
- Royal Armouries official website